# Grzybno (powiat kościerski)
Grzybno (kaszb. Grzëbno) – osada leśna w Polsce położona w województwie pomorskim, w powiecie kościerskim, w gminie Stara Kiszewa.
Grzybno jest miejscowością pogranicza kaszubsko-kociewskiego leżącą w kompleksie leśnym Borów Tucholskich.
1 stycznia 1992 roku powstało tu Leśnictwo Wyspa (taką sama nazwę nosiła również osada) należące do Nadleśnictwa Kaliska. Z dniem 1 stycznia 2004 roku Leśnictwo Wyspa (już wtedy Grzybno) zostało zlikwidowane. Obecnie jest to podleśniczówka Nadleśnictwa Kaliska. Przy osadzie znajduje się drewniany domek myśliwski.
W latach 1975–1998 miejscowość położona była w województwie gdańskim.